# Val d’Orcia
Val d’Orcia vagy Valdorcia Toszkána tartományban (Olaszország) fekvő földrajzi régió, mely Siena déli dombjaitól a Monte Amiataig húzódik. A szőlővel, olajfaültetvényekkel és legelőkkel tarkított dombság nagy része kopár, a táj jellegzetes képét adó agyagdombocskákból áll, melyeket a heves esőzések formálták évszázadok alatt. A „Toscanai-sivatagnak” is nevezett vidék kopárságát csak a magányos épületek körül és az utak mentén szélfogónak ültetett ciprusok, fenyők törik meg.
Festői kisvárosok és falvak – Pienza (melyet a 15. században épített újra II. Piusz pápa, hogy így létrehozza az „ideális várost”), Radicofani (ahol megtalálható a rettegett Ghino di Tacco bandita szülőháza), Montalcino – mely vörösboráról (Brunello di Montalcino) ismert – találhatók elszórva a tájon. 
A pusztaságban elsősorban birkát tartanak, melynek erősen fűszerezett sajtja, a pecorino kedvelt sajtféleség egész Toscanában.
A gyönyörű és egyedi táj számos reneszánsz festőt és modern fényképészt is megihletett. Val d’Orcia 2004-ben lett az UNESCO világörökség listájának része.

## Külső hivatkozások
- Valdorcia Nemzeti Park
- UNESCO világörökség: Val d’Orcia
- Val d’Orcia tájképek